# Дом офицеров Центрального военного округа
Дом офицеров Центрального военного округа — историко-архитектурный памятник федерального значения, построенный в Свердловске (ныне — Екатеринбург) в 1932—1941 годах по адресу улица Первомайская, дом 27. Архитектор В. В. Емельянов.
Официальное современное наименование — Федеральное государственное бюджетное учреждение культуры и искусства «Дом офицеров Центрального военного округа» Министерства обороны Российской Федерации.

## История
Строительство здания было начато в 1932 году по заказу профсоюза работников просвещения под клуб. В 1937 году клуб в недостроенном виде был передан Уральскому военному округу (УрВО), после чего строительство было продолжено по новому проекту уже как Дом Красной Армии. Здание представляет собой каменное многоэтажное сооружение с башней и является официозным вариантом архитектуры советской неоклассики. По одной из версий, построить башню на Доме офицеров простимулировала конкуренция между военным ведомством и комиссариатом внутренних дел — в результате её шпиль оказался выше расположенного по соседству здания общежития для малосемейных работников НКВД.
Относится к типологическому кругу построек — культурно-зрелищных, административных и учебных, возводимых для структур и организаций РККА в 1930-е годы. В архитектуре здания использованы крупномасштабные ордерные композиции и венчающие элементы — башни, шпили, геральдическая эмблематика в скульптурной отделке.
В окружном доме офицеров (ОДО) Уральского военного округа долгое время находилась небольшая экспозиция, посвящённая действиям 4-й армии ПВО по сбитию первыми в мире американского шпионского самолёта У-2 Локхид, под управлением Пауэрса: обломки обшивки самолёта-шпиона; головная гарнитура, по которой был отдан приказ о стрельбе на поражение; макет ракеты, сбившей самолёт-нарушитель.
Дом офицеров имеет несколько залов, в том числе большой концертный на 850 мест.

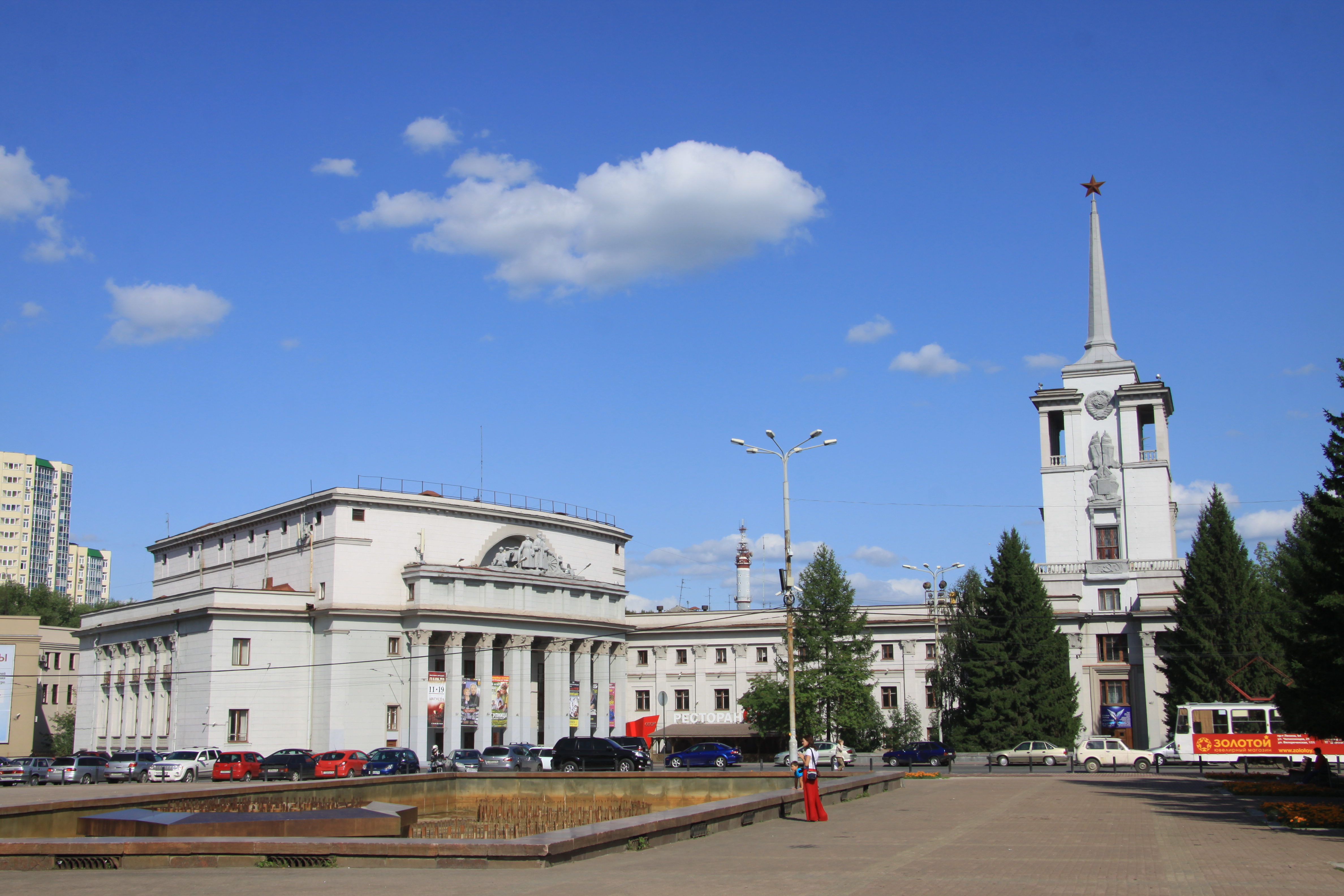
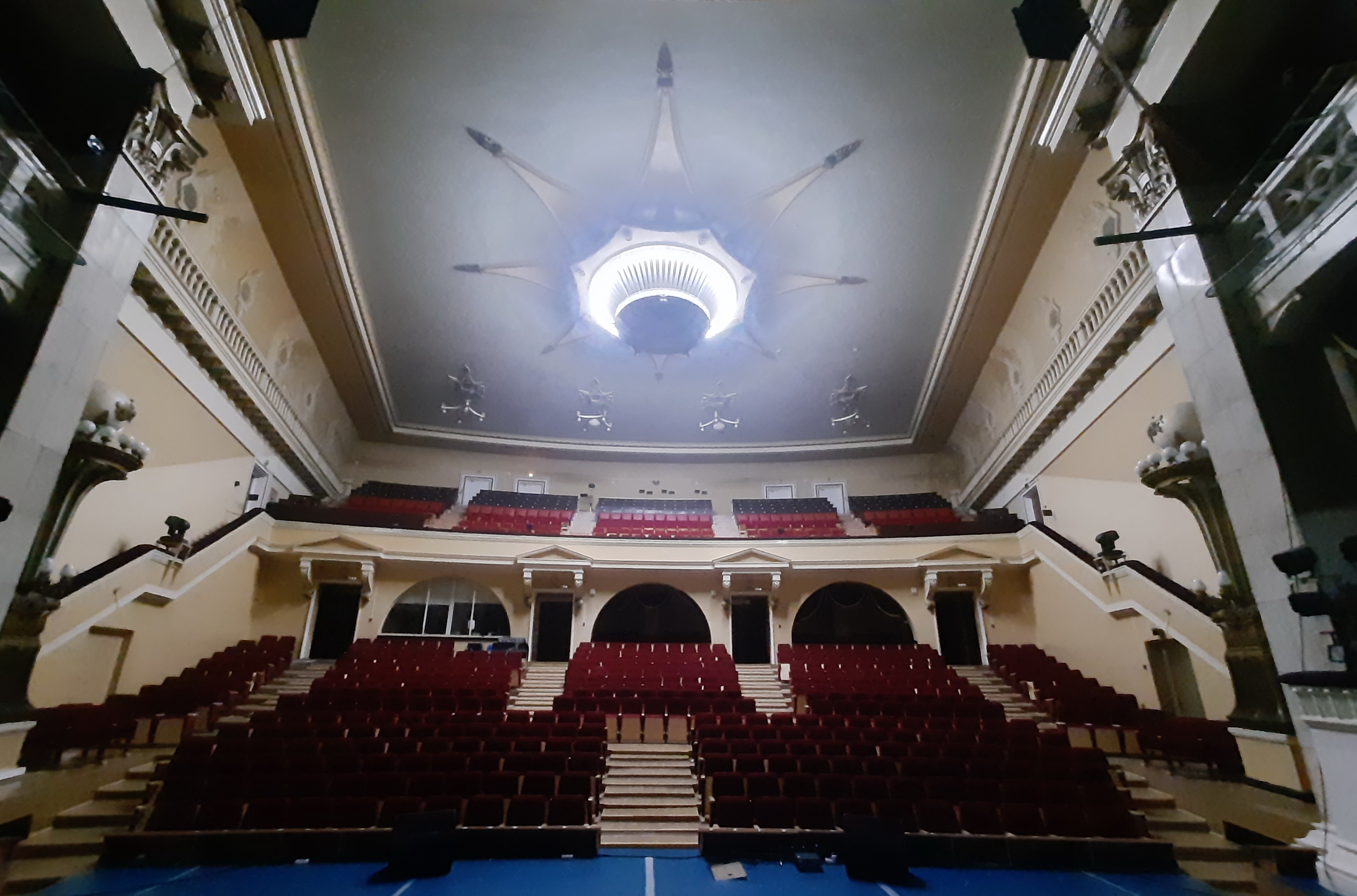
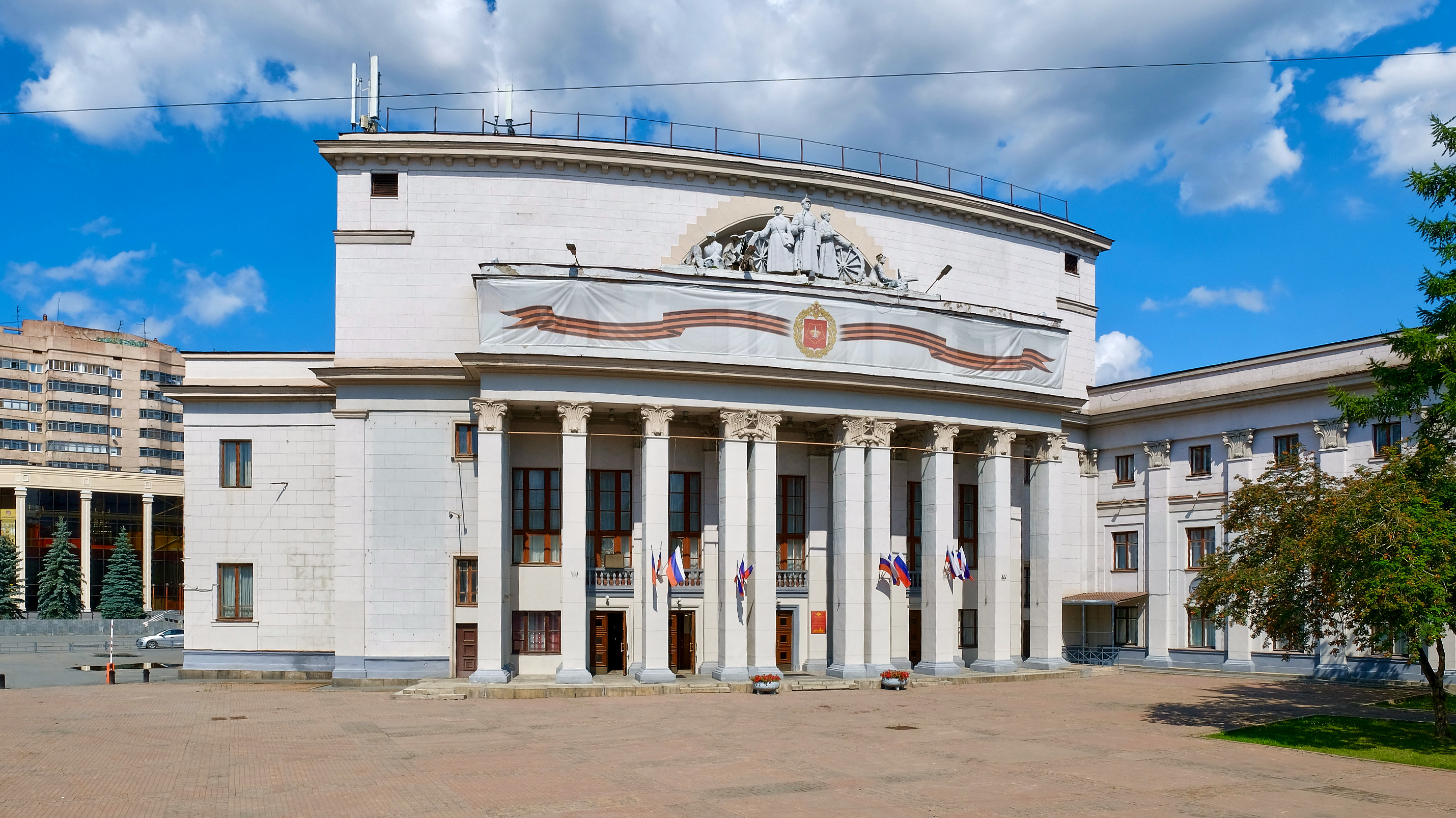
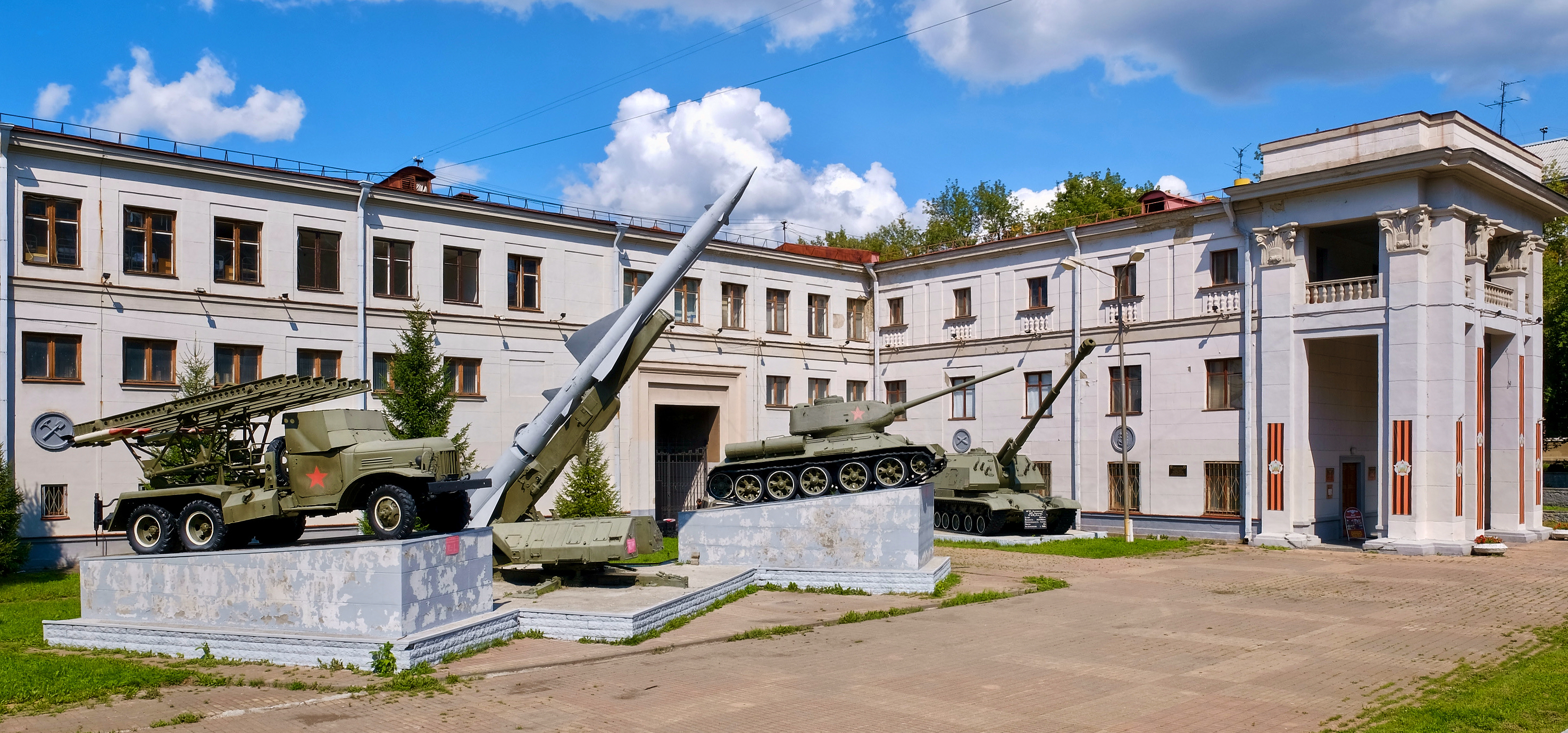
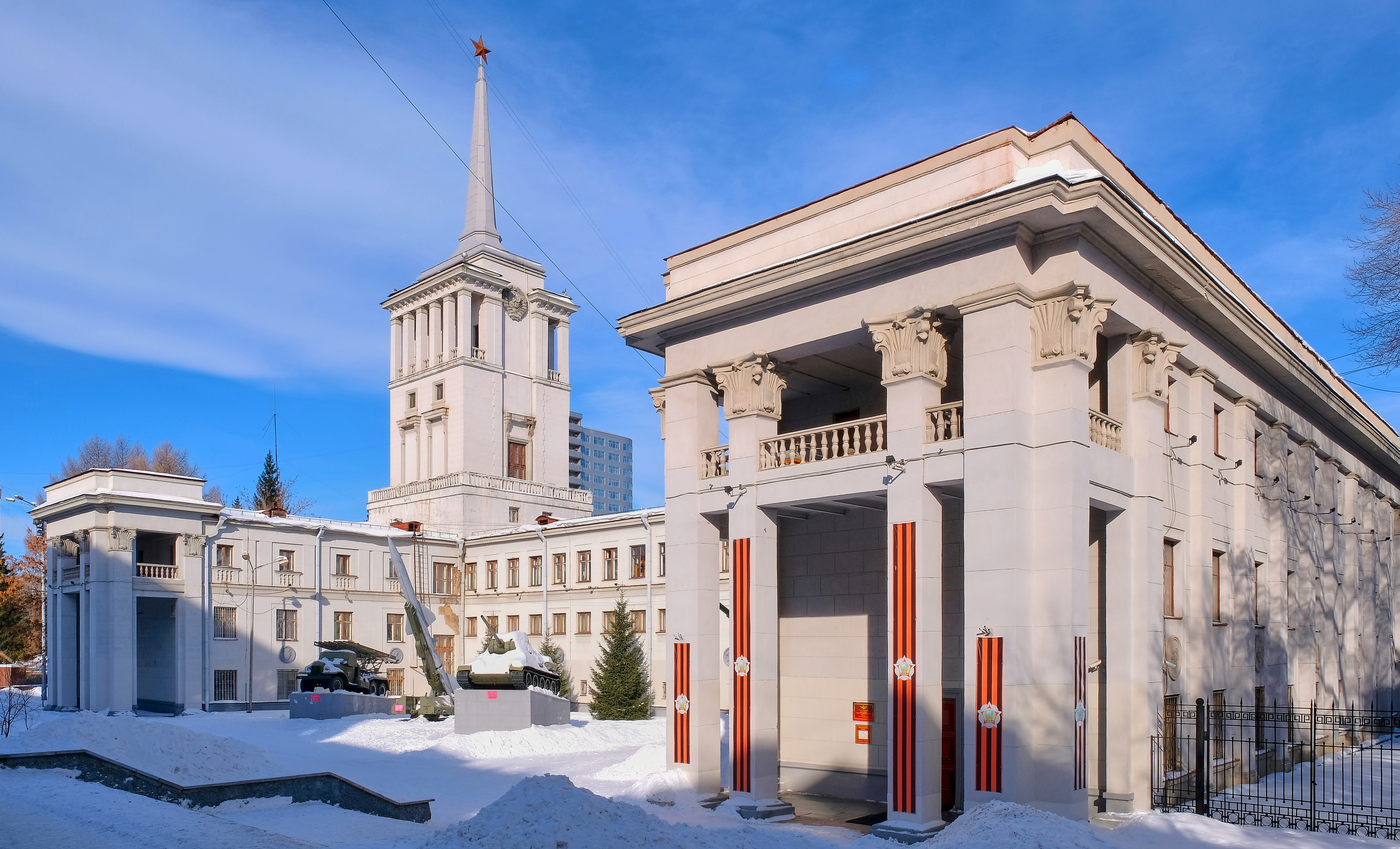
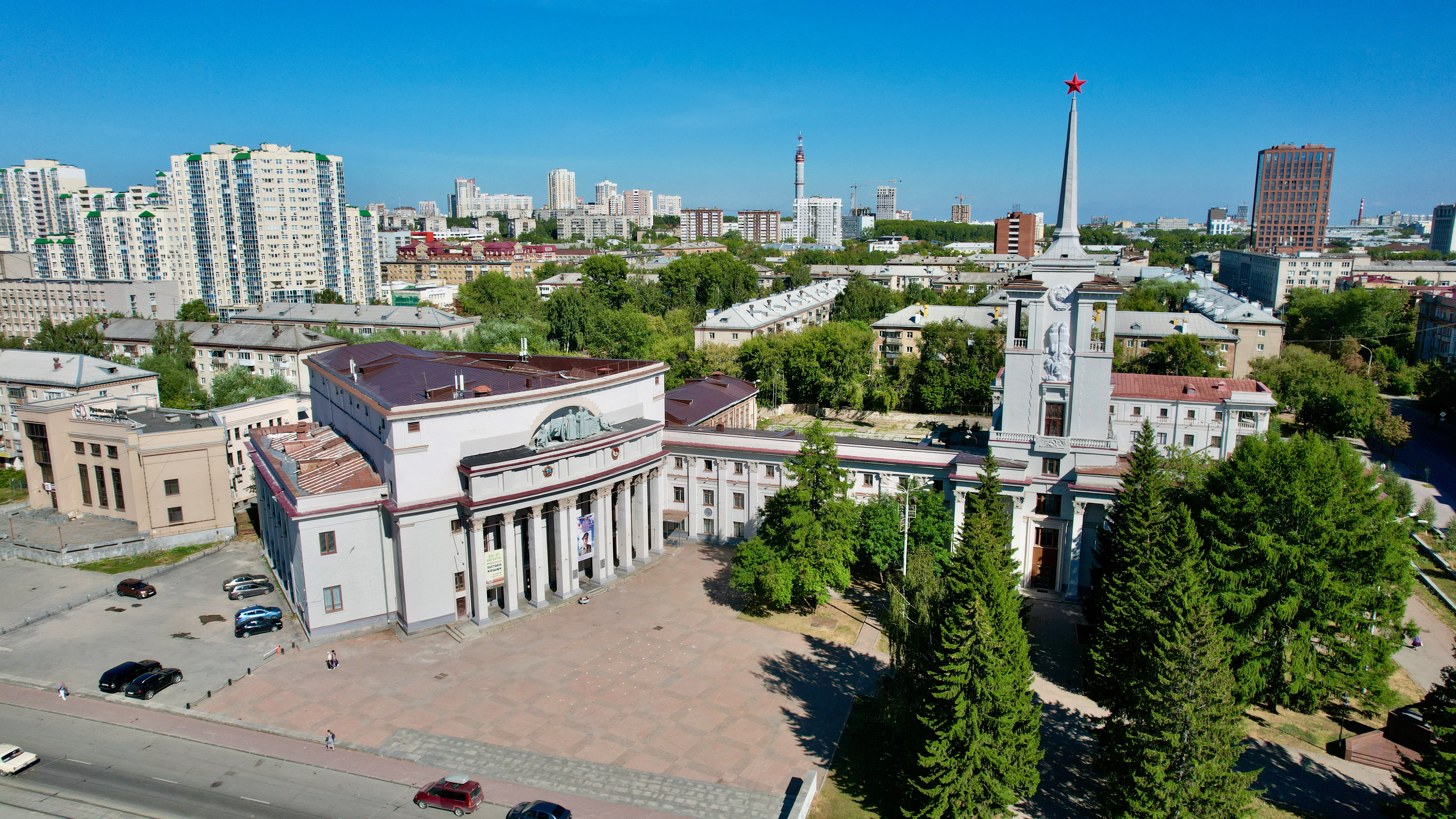
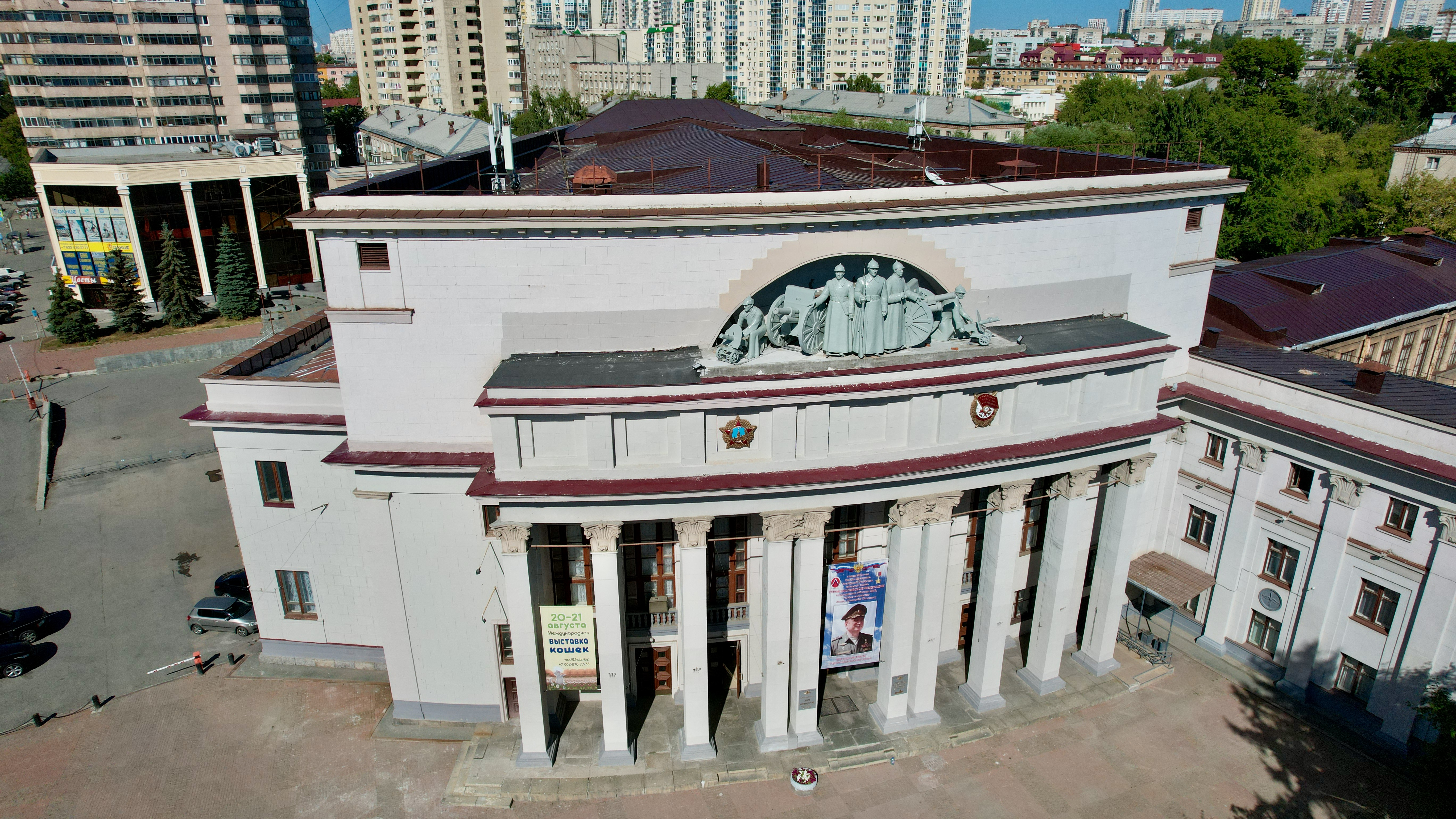
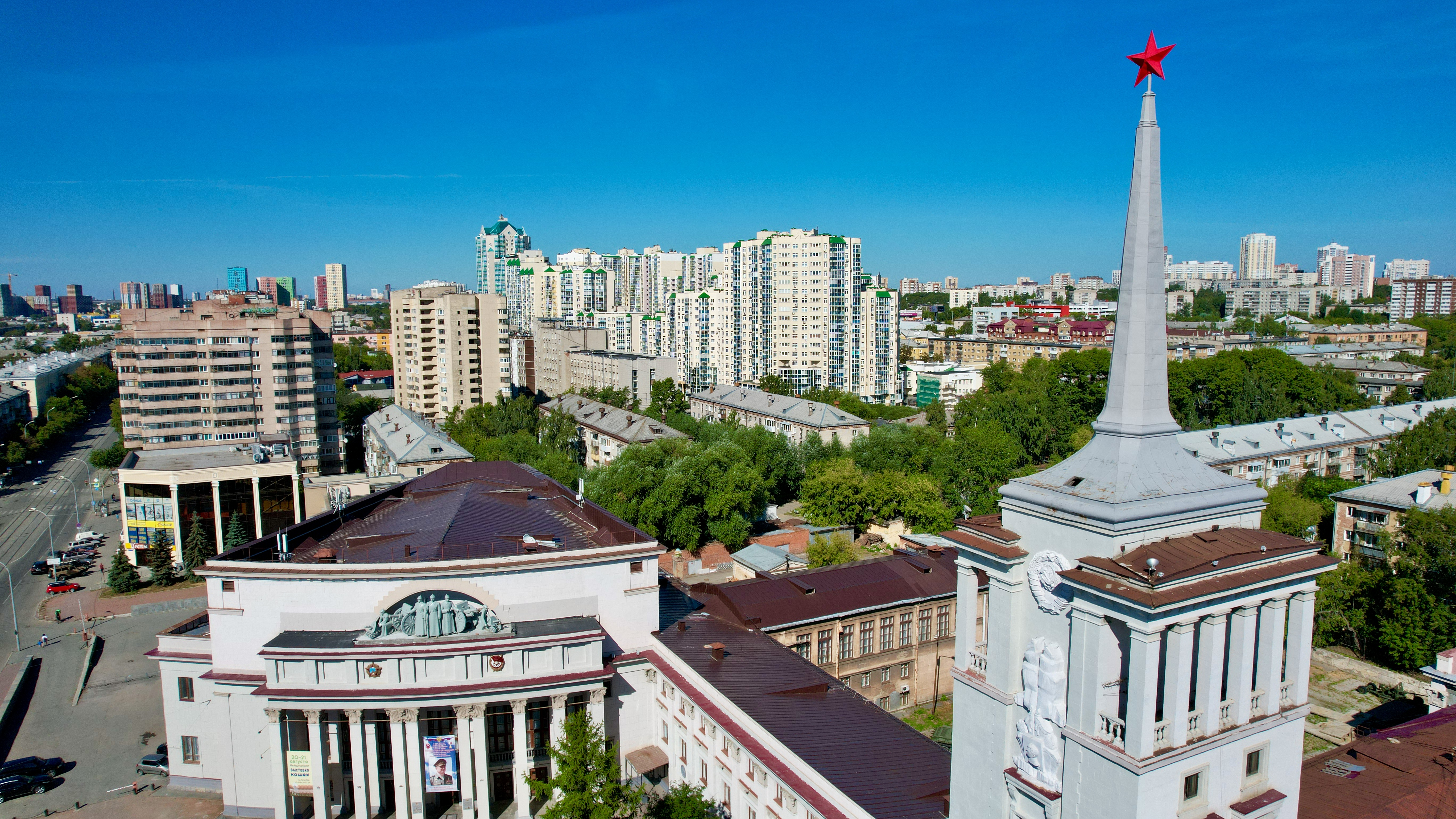